# Anopheles rupicolus
Anopheles rupicolus är en tvåvingeart som beskrevs av Lewis 1937. Anopheles rupicolus ingår i släktet Anopheles och familjen stickmyggor. Inga underarter finns listade i Catalogue of Life.